# Москалюк (Школьна) Галина Іванівна
Галина Іванівна Москалюк (нар. 25 серпня 1964 року, с. Павлівка, Жашківський район, Черкаська область, УРСР) — українська медична працівниця, старша медична сестра Відділення реабілітації з фізіотерапією та ЛФК Науково-практичного медичного центру дитячої кардіології та кардіохірургії МОЗ України. Працює під керівництвом Іллі Миколайовича Ємця. Має багаторічний досвід у сфері кардіохірургії та анестезіології, брала участь у проведенні операцій під керівництвом видатного українського хірурга Миколи Михайловича Амосова.

## Біографія
Галина Іванівна Москалюк народилася 25 серпня 1964 року в селі Павлівка Жашківського району Черкаської області в родині Школьного Івана Васильовича, землеміра, та Школьної Ніни Ілларіонівни, працівниці колгоспу. В родині також виховувалися старший брат Микола та сестра Олена.
Середню освіту здобула в школі села Тинівка, де познайомилася зі своїм майбутнім чоловіком Віктором Москалюком. Після завершення школи переїхала до Києва, де вступила до медичного училища, здобувши спеціальність медичної сестри.
6 січня 1985 року одружилася з Москалюком Віктором Павловичем. У подружжя народилися двоє дітей: син Руслан та донька Катерина.
З 1984 по 1992 рік Галина Іванівна працювала в Національному інституті серцево-судинної хірургії імені Миколи Амосова НАМН України, де працювала у відділенні анестезіології та донорському центрі. Вона асистувала на багатьох операціях, зокрема під керівництвом видатного хірурга Миколи Михайловича Амосова.
З 2004 року займає посаду старшої медичної сестри у Науково-практичному медичному центрі дитячої кардіології та кардіохірургії МОЗ України, працюючи під керівництвом відомого кардіохірурга Іллі Миколайовича Ємця.

## Нагороди
- Відзнака Ради національної безпеки і оборони України I ступеня (2022).
- Заслужений працівник охорони здоров'я України (2022).
- Медаль "За сприяння обороні" (2024). Нагороджена відзнакою Міністерства оборони України за вагомий внесок у зміцнення обороноздатності держави та сприяння розвитку збройних сил. Відзнака вручена 20 липня 2024 року відповідно до наказу міністра оборони України Рустема Умєрова.